# Ostrov nad Oslavou
Ostrov nad Oslavou är en köping i Tjeckien.   Den ligger i regionen Vysočina, i den centrala delen av landet, 130 km sydost om huvudstaden Prag. Ostrov nad Oslavou ligger 515 meter över havet och antalet invånare är 896.
Terrängen runt Ostrov nad Oslavou är huvudsakligen platt. Ostrov nad Oslavou ligger nere i en dal. Runt Ostrov nad Oslavou är det ganska glesbefolkat, med 31 invånare per kvadratkilometer. Närmaste större samhälle är Žďár nad Sázavou, 9,2 km norr om Ostrov nad Oslavou. I omgivningarna runt Ostrov nad Oslavou växer i huvudsak blandskog.